# Quyền nơi sinh

Quốc gia theo quyền nơi sinh
Quyền nơi sinh không bị hạn chế
Quyền nơi sinh bị hạn chế
Quyền nơi sinh bị bãi bỏ
Không có quyền nơi sinh

Quyền nơi sinh (jus soli, [juːsˈsɔliː]) là quyền có quốc tịch của một quốc gia của một người sinh ra trên lãnh thổ quốc gia đó, là một nguyên tắc xác định quốc tịch của một người dựa trên nơi sinh của họ. Quyền nơi sinh là một phần của thông luật Anh, trái ngược với quyền huyết thống (jus sanguinis) của hệ thống dân luật của châu Âu lục địa, bắt nguồn từ luật La Mã.
Hầu hết các quốc gia châu Mỹ đều áp dụng nguyên tắc quyền nơi sinh, một số lý do bao gồm việc các cường quốc thực dân châu Âu muốn thu hút người nhập cư từ Cựu Thế giới và di dời dân bản địa ở Tân Thế giới, sự xuất hiện của các phong trào giành độc lập thành công mở rộng quyền có quốc tịch như một điều kiện tiên quyết để bãi bỏ chế độ nô lệ kể từ thế kỷ 19. Ngoài châu Mỹ, rất ít quốc gia áp dụng nguyên tắc quyền nơi sinh. Kể từ khi Tu chính án 27 Hiến pháp Ireland được ban hành vào năm 2004, không có quốc gia châu Âu nào áp dụng nguyên tắc quyền nơi sinh vô điều kiện hoặc gần như vô điều kiện.
Hầu hết các quốc gia ở châu Âu, châu Á, Châu Phi và châu Đại Dương đều áp dụng nguyên tắc quyền huyết thống (jus sanguinis), trong đó trẻ em sinh ra có quyền được mang quốc tịch của cha mẹ, hoặc chỉ áp dụng nguyên tắc quyền nơi sinh đối với trẻ em của một số người nhập cư nhất định.
Trong nhiều trường hợp, quyền nơi sinh giúp ngăn ngừa tình trạng không quốc tịch. Công ước năm 1961 về việc giảm tình trạng vô quốc tịch quy định các quốc gia thành viên phải cấp quốc tịch cho trẻ em trên lãnh thổ của họ có nguy cơ trở thành người không quốc tịch. Công ước châu Mỹ về Nhân quyền cũng quy định "Mọi người đều có quyền có quốc tịch của quốc gia nơi mình sinh ra nếu người đó không có quyền có quốc tịch nào khác."

## Theo quốc gia

### Quyền nơi sinh không bị hạn chế

#### Châu Phi
- Tchad[10][11] (người sinh ra ở Tchad hoặc cha mẹ của người sinh ra chọn nhập tịch Tchad khi người sinh ra đủ 18 tuổi)[12]
- Lesotho[13]
- Tanzania:[11] Luật Quốc tịch Tanzania 1995 quy định trẻ em sinh ra ở Tanzania từ ngày 26 tháng 4 năm 1964 thì có quốc tịch Tanzania, ngoại trừ trẻ em của nhà ngoại giao nước ngoài.[14] Mặc dù Tanzania áp dụng nguyên tắc quyền nơi sinh về mặt pháp lý nhưng trên thực tế thì trẻ em sinh ra ở Tanzania phải có cha hoặc mẹ là công dân Tanzania thì mới được hưởng quyền nơi sinh. Chưa có tòa án nào xem xét thực tiễn này. Ngoài ra, công dân Tanzania có quốc tịch nước ngoài sau khi đủ 18 tuổi thì bị tước quốc tịch Tanzania trừ phi thôi quốc tịch nước ngoài.[15]

#### Bắc Mỹ
- Antigua và Barbuda: Hiến pháp bảo đảm quyền nơi sinh.[16]
- Barbados: Hiến pháp bảo đảm quyền nơi sinh.[17][18]
- Belize[17][19]
- Canada: Điều 3(2) Luật quốc tịch Canada quy định trẻ em sinh ra ở Canada, bao gồm vùng trời và vùng biển của Canada, thì có quốc tịch Canada, trừ phi cha mẹ là nhà ngoại giao, làm việc cho nhà ngoại giao hoặc làm việc cho một tổ chức quốc tế có địa vị ngang bằng với một nhà ngoại giao.[20] Một số đảng viên Đảng Bảo thủ đề xuất hạn chế quyền nơi sinh đối với trẻ em của du khách và người nhập cư bất hợp pháp.[21]
- Costa Rica: người có quốc tịch Costa Rica theo quyền nơi sinh phải đăng ký với chính phủ Costa Rica trước khi đủ 25 tuổi.[22]
- Cuba
- Dominica[17][23]
- El Salvador[17]
- Grenada[17]
- Guatemala[17]
- Honduras[17]
- Jamaica[17][24]
- México: Điều 30 Hiến pháp México quy định trẻ em sinh ra trên lãnh thổ México thì có quốc tịch México bất kể quốc tịch của cha mẹ. Định nghĩa của "lãnh thổ México" bao gồm tàu thuyền mang cờ México trong vùng biển hoặc vùng trời quốc tế.[17][25]
- Nicaragua[17]
- Panama[17][26]
- Saint Kitts và Nevis[17]
- Saint Lucia[17]
- Saint Vincent và Grenadines[17]
- Trinidad và Tobago[17]
- Hoa Kỳ: Tu chính án 14 Hiến pháp Hoa Kỳ quy định: "Tất cả những người sinh ra trên lãnh thổ Hoa Kỳ hoặc được nhập quốc tịch ở Hoa Kỳ và thuộc thẩm quyền tài phán ở đó, đều là công dân của Hoa Kỳ và của bang mà họ sinh sống."[27] Chưa có tòa án nào xem xét vấn đề quyền nơi sinh của con của người nước ngoài không có giấy tờ sinh ra ở Hoa Kỳ nhưng Tòa án tối cao Hoa Kỳ đã phán quyết trong vụ Hoa Kỳ kiện Wong Kim Ark vào năm 1898 rằng chính phủ chỉ có quyền từ chối cấp quốc tịch theo quyền nơi sinh cho con của nhà ngoại giao nước ngoài và con của quân địch chiếm đóng lãnh thổ Hoa Kỳ (xem Luật quốc tịch Hoa Kỳ).[28][29]

#### Nam Mỹ
- Argentina[17]
- Bolivia[17]
- Brasil[17][30] (cha mẹ không được làm việc cho chính phủ nước ngoài khi đứa trẻ được sinh ra).
- Chile: Hiến pháp Chile quy định trẻ em sinh ra trên lãnh thổ Chile thì có quốc tịch Chile, trừ phi cha mẹ là người nước ngoài làm việc cho chính phủ nước ngoài hoặc cha mẹ là người nước ngoài đang tạm trú ở Chile.[17][31][32]
- Ecuador[17]
- Guyana[17]
- Paraguay[17]
- Péru (phải đăng ký với chính phủ khi đủ 18 tuổi)[17]
- Uruguay[17][33]
- Venezuela[17][34]

#### Châu Đại Dương
- Fiji[35][36]
- Tuvalu[37]

#### Châu Á
- Pakistan: Luật quốc tịch Pakistan được Hội đồng Lập hiến Pakistan thông qua vào ngày 13 tháng 4 năm 1951.[38]

### Quyền nơi sinh bị hạn chế
Một số quốc gia hạn chế quyền nơi sinh bằng cách yêu cầu cha hoặc mẹ của đứa trẻ phải là công dân, có quốc tịch hoặc thường trú nhân hợp pháp của quốc gia đó khi đứa trẻ được sinh ra. Việc hạn chế quyền nơi sinh bị chỉ trích là góp phần tạo nên bất bình đẳng kinh tế, tình trạng lao động cưỡng bức và không quốc tịch. Quyền nơi sinh bị hạn chế ở các quốc gia sau:

#### Châu Phi
- Ai Cập: Điều 4 Luật quốc tịch Ai Cập quy định trẻ em sinh ra ở Ai Cập có cha hoặc mẹ là công dân Ai Cập thì có quốc tịch Ai Cập.[40]
- Maroc: trẻ em sinh ra ở Maroc có cha mẹ sinh ra ở Maroc và nhập cư hợp pháp thì có thể xin nhập tịch Maroc hai năm trước khi đến tuổi trưởng thành.[41]
- Namibia: trẻ em sinh ra ở Namibia có cha hoặc mẹ là công dân hoặc thường trú nhân Namibia thì có quốc tịch Namibia (xem Luật quốc tịch Namibia).[42]
- São Tomé và Príncipe: trẻ em sinh ra ở São Tomé và Príncipe có cha mẹ là thường trú nhân thì có quốc tịch São Tomé, trừ phi cha hoặc mẹ có quyền miễn trừ ngoại giao (xem Luật quốc tịch São Tomé).
- Nam Phi:[39] từ ngày 6 tháng 10 năm 1995, trẻ em sinh ra ở Nam Phi có cha mẹ là công dân hoặc thường trú nhân Nam Phi thì có quốc tịch Nam Phi (xem Luật quốc tịch Nam Phi).
- Sudan: trẻ em sinh ra trước năm 1994 có cha sinh ra ở Sudan thì có quốc tịch Sudan. Nếu cha không sinh ra ở Sudan thì có thể nộp đơn xin nhập tịch Sudan.[43][44]
- Tunisia: trẻ em sinh ra ở Tunisia có cha và ông nội sinh ra ở Tunisia thì có quốc tịch Tunisia nếu đồng ý nhập tịch khi đủ 20 tuổi trở lên.[45]

#### Bắc Mỹ
- Cộng hòa Dominica: Hiến pháp Cộng hòa Dominica được sửa đổi vào ngày 26 tháng 1 năm 2010, quy định trẻ em có cha mẹ là người "đang tạm trú ở Cộng hòa Dominica", bao gồm "người không có tư cách thường trú" (là người có thị thực thường trú hết hạn và công nhân không có giấy tờ) thì là người không quốc tịch Cộng hòa Dominica.[46][47][48][49][50]

#### Nam Mỹ
- Colombia: Điều 96 Hiến pháp Colombia quy định trẻ em sinh ra có cha hoặc mẹ là công dân hoặc thường trú nhân hợp pháp Colombia thì có quốc tịch Colombia.[51] Tháng 8 năm 2019, tổng thống Colombia ban hành sắc lệnh cho nhập quốc tịch trẻ em của người di cư Venezuela sinh ra tại Colombia bất kể cha mẹ có tư cách thường trú hay không.[52]

#### Châu Á
- Bahrain: trẻ em sinh ra có cha là người nước ngoài thường trú tại Bahrain và sinh ra ở Bahrain thì có quốc tịch Bahrain.[53]
- Campuchia: Điều 4(2)(a) Luật quốc tịch Campuchia 1996 quy định trẻ em sinh ra có cha mẹ là người nước ngoài sinh ra ở Cambodia và cư trú hợp pháp ở Campuchia thì có quốc tịch Campuchia.[54]
- Hồng Kông: từ khi chuyển giao chủ quyền Hồng Kông, thường trú nhân Hồng Kông được hưởng hầu hết các quyền, lợi ích chính trị bất kể quốc tịch. Công dân Trung Quốc không phải là thường trú nhân Hồng Kông (ví dụ như cư dân Trung Quốc đại lục và Ma Cao) không được hưởng các quyền, lợi ích chính trị. Luật Cơ bản Hồng Kông quy định công dân Trung Quốc sinh ra ở Hồng Kông thì là thường trú nhân Hồng Kông và có quyền cư trú ở Hồng Kông. Năm 2001, Tòa án chung thẩm Hồng Kông phán quyết trong vụ Cục trưởng Cục Nhập cảnh kiện Trang Phong Nguyên rằng trẻ em sinh ra ở Hồng Kông có cha mẹ không có quyền cư trú ở Hồng Kông thì vẫn có quyền cư trú ở Hồng Kông.[55] Năm 2008, số lượng trẻ em sinh ra ở Hồng Kông có mẹ là cư dân Trung Quốc đại lục đã tăng 25 lần so với năm năm trước.[56][57] Ngoài ra, trẻ em gốc Hoa có quốc tịch Trung Quốc sinh ra ở Hồng Kông thì là thường trú nhân Hồng Kông dù cho cha mẹ không phải là công dân Trung Quốc (ví dụ như Hoa kiều).  Trẻ em sinh ra ở Hồng Kông có cha mẹ là thường trú nhân Hồng Kông không có quốc tịch Trung Quốc thì cũng là thường trú nhân Hồng Kông.[58]
- Indonesia: trẻ em sinh ra có cha và mẹ là công dân Indonesia, trẻ em sinh ra ở Indonesia có cha hoặc mẹ là công dân Indonesia, trẻ em được tìm thấy ở Indonesia mà không rõ cha mẹ là ai và trẻ em sinh ra ngoài giá thú thì có quốc tịch Indonesia. Người nào thường trú tại Indonesia có cha mẹ là người không quốc tịch hoặc không rõ cha mẹ là ai thì có thể xin nhập tịch Indonesia.[59]
- Iran: Điều 976(4) Bộ luật dân sự Iran quy định trẻ em sinh ra ở Iran có cha mẹ là người nước ngoài thì có quốc tịch Iran nếu cha hoặc mẹ sinh ra ở Iran. Điều 976(5) quy định người nào sinh ra ở Iran có cha là người nước ngoài đã thường trú ở Iran từ một năm trở lên thì có thể xin nhập tịch Iran sau khi đủ 18 tuổi trở lên. Năm 2012, Quốc hội Iran thông qua luật cho phép người nào sinh ra có mẹ là công dân Iran và cha là người nước ngoài được xin tư cách thường trú. Xem Luật quốc tịch Iran.[60]
- Israel: trẻ em sinh ra ở Israel mà không có quốc tịch thì có thể xin nhập tịch Israel từ 18 đến 21 tuổi nếu đã thường trú tại Israel từ năm năm trở lên (xem Luật quốc tịch Israel).[61]
- Nhật Bản: trẻ em sinh ra ở Nhật Bản có cha mẹ là người không quốc tịch hoặc không rõ cha mẹ là ai thì có quốc tịch Nhật Bản.[62]
- Ma Cao: từ khi chuyển giao chủ quyền Ma Cao vào tháng 12 năm 1999, thường trú nhân Ma Cao được hưởng hầu hết các quyền, lợi ích chính trị bất kể quốc tịch theo Luật Cơ bản Ma Cao. Trẻ em sinh ra ở Ma Cao có cha mẹ là công dân Trung Quốc hoặc công dân Bồ Đào Nha thường trú ở Ma Cao thì là thường trú nhân Ma Cao. Trẻ em sinh ra ở Ma Cao có cha mẹ có quốc tịch nước ngoài khác thì là thường trú nhân Ma Cao nếu cha hoặc mẹ có quyền cư trú ở Ma Cao (xem Quyền cư trú ở Ma Cao).[63]
- Malaysia: trẻ em sinh ra ở Malaysia từ ngày 16 tháng 9 năm 1963 có cha hoặc mẹ là công dân hoặc thường trú nhân Malaysia thì có quốc tịch Malaysia (xem Luật quốc tịch Malaysia).[64][65]
- Mông Cổ: trẻ em sinh ra ở Mông Cổ có cha mẹ là người nước ngoài thường trú tại Mông Cổ có thể xin nhập tịch Mông cổ khi đủ 16 tuổi trở lên. Trẻ em được tìm thấy trên lãnh thổ Mông Cổ mà không rõ cha mẹ là ai thì có quốc tịch Mông Cổ (xem Luật quốc tịch Mông Cổ).[66]
- Pakistan: Pakistan áp dụng nguyên tắc quyền nơi sinh theo Luật quốc tịch Pakistan 1951, ngoại trừ một số trường hợp liên quan đến người tị nạn.[67]
- Đài Loan: trẻ em sinh ra có cha mẹ là công dân Đài Loan, ngay cả khi cha mẹ ở nước ngoài, thì có quốc tịch Đài Loan. Trẻ em sinh ra ở Đài Loan có cha mẹ là người không quốc tịch hoặc được tìm thấy trên lãnh thổ Đài Loan mà không rõ cha mẹ là ai thì có quốc tịch Đài Loan (xem Luật quốc tịch Đài Loan).[68]
- Thái Lan: trước năm 1972, Thái Lan không hạn chế quyền nơi sinh. Nhằm hạn chế tình trạng nhập cư trái phép từ Myanmar, Luật quốc tịch được sửa đổi, quy định cha mẹ phải thường trú hợp pháp ở Thái Lan từ năm năm trở lên thì trẻ em sinh ra ở Thái Lan mới có quốc tịch Thái Lan.[69][70] Ngoài ra, công dân Thái Lan có quốc tịch theo quyền nơi sinh có thể bị tước quốc tịch trong một số trường hợp(ví dụ như sống ở nước ngoài) mà công dân Thái Lan có quốc tịch theo quyền huyết thống không phải chịu.[71]

#### Châu Âu
- Pháp: trẻ em sinh ra ở Pháp (bao gồm các tỉnh hải ngoại và lãnh thổ hải ngoại) to có cha hoặc mẹ là công dân Pháp hoặc sinh ra ở Pháp thì có quốc tịch Pháp. Trẻ em sinh ra ở Pháp có cha mẹ là người nước ngoài có thể xin nhập tịch Pháp từ 13 tuổi trở lên nếu có đủ điều kiện thường trú (xem Luật quốc tịch Pháp). Trẻ em sinh ra ở Pháp có cha mẹ là người nước ngoài thì có quốc tịch Pháp khi đủ 18 tuổi nếu đang cư trú ở Pháp khi đủ 18 tuổi và đã thường trú ở Pháp từ năm năm trở lên từ khi đủ 11 tuổi. Trẻ em sinh ra ở Pháp có cha mẹ là người không quốc tịch thì có quốc tịch Pháp.[72]
- Đức: trước năm 2000, luật quốc tịch Đức áp dụng nguyên tắc quyền huyết thống. Từ ngày 1 tháng 1 năm 2000, trẻ em sinh ra ở Đức có cha mẹ là người nước ngoài thì có quốc tịch Đức nếu cha hoặc mẹ thường trú tại Đức từ năm năm trở lên trước khi đứa trẻ được sinh ra.
- Hy Lạp: Luật quốc tịch Hy Lạp 2004 quy định trẻ em sinh ra ở Hy Lạp thì có quốc tịch Hy Lạp nếu không có quốc tịch nước ngoài hoặc không rõ quốc tịch là gì.[73] Ngoài ra, trẻ em sinh ra ở Hy Lạp có cha mẹ là người nước ngoài thì có quốc tịch Hy Lạp nếu đứa trẻ đi học tiểu học và cha mẹ đã thường trú ở Hy Lạp từ năm năm trở lên (10 năm nếu đứa trẻ được sinh ra nếu đứa trẻ được sinh ra trước khi đã thường trú năm năm).[74]
- Cộng hòa Ireland: từ ngày 1 tháng 1 năm 2005, trẻ em sinh ra ở Ireland có cha hoặc mẹ là công dân Cộng hòa Ireland, công dân Anh, thường trú nhân Cộng hòa Ireland hoặc Bắc Ireland hoặc đã cư trú ở Cộng hòa Ireland từ ba năm trở lên trong số bốn năm gần đây nhất (ngoại trừ học sinh và người xin tị nạn) thì có quốc tịch Cộng hòa Ireland.[39] Luật quốc tịch được sửa đổi sau khi Man Chen, một phụ nữ Trung Quốc sống ở Anh, đến Belfast để sinh con nhằm lấy quốc tịch Cộng hòa Ireland cho con theo quy định trẻ em sinh ra ở Đảo Ireland thì có quốc tịch Cộng hòa Ireland, rồi dùng quốc tịch của con (là quốc tịch Liên minh châu Âu) để trở thành thường trú Anh với tư cách là mẹ của một người phụ thuộc có quốc tịch Liên minh châu Âu. Cộng hòa Ireland là quốc gia châu Âu cuối cùng áp dụng nguyên tắc quyền nơi sinh không bị hạn chế. (xem Luật quốc tịch Cộng hòa Ireland).[75]
- Ý: trẻ em sinh ra ở Ý đã thường trú liên tục ở Ý cho đến khi đủ 18 tuổi thì có quốc tịch Ý nếu có đơn xin nhập tịch Ý chậm nhất là một năm kể từ ngày đủ 18 tuổi. Ngoài ra, trẻ em sinh ra ở Ý có cha mẹ là người không quốc tịch, được tìm thấy trên lãnh thổ Ý mà không rõ cha mẹ là ai hoặc có cha mẹ là người nước ngoài mà không được mang quốc tịch của cha mẹ thì có quốc tịch Ý nếu không có quốc tịch khác.
- Latvia: từ ngày 1 tháng 1 năm 2020, trẻ em sinh ra ở Latvia hoặc sinh ra có cha mẹ là cư dân Latvia thì có quốc tịch Latvia, trừ phi cha mẹ đồng ý chọn quốc tịch khác; nếu cha hoặc mẹ có quốc tịch nước ngoài thì phải nộp tài liệu tuyên bố từ chối quyền nơi sinh mà đứa trẻ có quyền được hưởng để đứa trẻ có quốc tịch Latvia.[76]
- Luxembourg: trẻ em sinh ra ở Luxembourg có cha hoặc mẹ sinh ra ở Luxembourg thì có quốc tịch Luxembourg.[77] Trẻ em sinh ra ở Luxembourg có cha mẹ là người nước ngoài không sinh ra ở Luxembourg có thể được nhập tịch Luxembourg khi đủ 12 tuổi trở lên nếu đã cư trú liên tục ở Luxembourg từ năm năm trở lên ngay trước khi có đơn xin nhập tịch và cha hoặc mẹ đã cư trú liên tục ở Luxembourg từ 12 tháng trở lên ngay trước khi đứa trẻ được sinh ra.[78] Ngoài ra, trẻ em sinh ra ở Luxembourg có cha mẹ là người nước ngoài không sinh ra ở Luxembourg thì có quốc tịch Luxembourg khi đủ 18 tuổi trở lên nếu đã cư trú liên tục ở Luxembourg từ năm năm trở lên và cha hoặc mẹ đã cư trú liên tục ở Luxembourg từ 12 tháng trở lên ngay trước khi đứa trẻ được sinh ra.[77]
- Malta: trước ngày 1 tháng 8 năm 1989, trẻ em sinh ra ở Malta thì có quốc tịch Malta bất kể quốc tịch của cha mẹ. Từ ngày 1 tháng 8 năm 1989, trẻ em sinh ra ở Malta có cha hoặc mẹ là công dân Malta hoặc sinh ra ở Malta thì có quốc tịch Malta. Xem Luật quốc tịch Malta.
- Hà Lan: sau ngày 31 tháng 12 năm 1984, trẻ em sinh ra ở Hà Lan hoặc nước ngoài có quốc tịch Hà Lan trong những trường hợp sau đây: mẹ là công dân Hà Lan, cha và mẹ là công dân Hà Lan, cha là công dân Hà Lan kết hôn với mẹ là người nước ngoài hoặc thừa nhận đứa trẻ trước khi đứa trẻ được sinh ra, đứa trẻ và mẹ của đứa trẻ thường trú ở Hà Lan và cha hoặc mẹ của người mẹ cũng thường trú ở Hà Lan khi người mẹ được sinh ra, hoặc đứa trẻ và cha của đứa trẻ thường trú ở Hà Lan và cha hoặc mẹ của người cha cũng thường trú ở Hà Lan khi người cha được sinh ra.[79][80]
- Bồ Đào Nha: trẻ em sinh ra ở Bồ Đào Nha có cha mẹ là người không quốc tịch thì có quốc tịch Bồ Đào Nha. Ngoài ra, trẻ em sinh ra ở Bồ Đào Nha có cha mẹ là người nước ngoài không làm việc cho chính phủ nước ngoài và cha hoặc mẹ đã cư trú ở Bồ Đào Nha từ một năm trở lên khi sinh ra thì có thể xin nhập tịch Bồ Đào Nha.[81]
- Tây Ban Nha: trẻ em sinh ra ở Tây Ban Nha có cha mẹ là người nước ngoài thì có quốc tịch Tây Ban Nha trong một số trường hợp, ví dụ như nếu cha hoặc mẹ sinh ra ở Tây Ban Nha hoặc nếu cha mẹ là người không quốc tịch.
- Ukraina: trẻ em sinh ra ở Ukraina thì có quốc tịch Ukraina nếu không mang quốc tịch nước ngoài của cha mẹ, nếu cha mẹ được cấp quy chế tị nạn tại Ukraina hoặc nếu đứa trẻ  là người không quốc tịch hoặc không rõ quốc tịch.[82]
- Anh Quốc: từ ngày 1 tháng 1 năm 1983, trẻ em sinh ra ở Anh có cha hoặc mẹ là công dân Anh hoặc thường trú hợp pháp ở Anh thì có quốc tịch Anh. Trẻ em sinh ra ở Anh có cha mẹ là người nước ngoài hoặc không thường trú ở Anh thì có thể xin nhập tịch Anh nếu cư trú mười năm đầu tiên ở Anh (xem Luật quốc tịch Anh).[83]

#### Châu Đại Dương
- Úc:[39] từ ngày 20 tháng 8 năm 1986, trẻ em sinh ra ở Úc có cha hoặc mẹ là công dân hoặc thường trú nhân Úc thì có quốc tịch Úc; trẻ em sinh ra ở Úc đã thường trú ở Úc trong mười năm đầu tiên thì có quốc tịch Úc bất kể quốc tịch của cha mẹ (xem Luật quốc tịch Úc).
- New Zealand:[39] từ ngày 1 tháng 1 năm 2006, trẻ em sinh ra ở New Zealand có cha hoặc mẹ là công dân hoặc thường trú nhân New Zealand (bao gồm công dân và thường trú nhân Úc) hoặc có nguy cơ không quốc tịch thì có quốc tịch New Zealand (xem Luật quốc tịch New Zealand).[84]
- Samoa thuộc Mỹ: trẻ em sinh ra ở Samoa thuộc Mỹ không có quốc tịch Hoa Kỳ khi sinh ra, trừ phi cha hoặc mẹ là công dân Hoa Kỳ.[85]

### Quyền nơi sinh bị bãi bỏ
- Ấn Độ: trẻ em sinh ra ở Ấn Độ từ ngày 26 tháng 1 năm 1950 đến ngày 1 tháng 7 năm 1987 thì có quốc tịch Ấn Độ bất kể quốc tịch của cha mẹ. Từ năm 1987, cha hoặc mẹ phải là công dân Ấn Độ thì đứa trẻ mới có quốc tịch Ấn Độ. Hiện tại, trẻ em sinh ra ở Ấn Độ có cha hoặc mẹ là công dân Ấn Độ thì có quốc tịch Ấn Độ. Việc bãi bỏ quyền nơi sinh nhằm hạn chế tình trạng nhập cư trái phép từ Bangladesh.[86]